# SS Stephen Hopkins
SS „Stephen Hopkins” – amerykański statek transportowy typu Liberty z okresu II wojny światowej. Był pierwszą amerykańską jednostką, która w II wojnie światowej zatopiła niemiecki okręt nawodny, a zarazem jedynym statkiem, który samotnie zatopił silniejszy okręt wroga.

## Historia
Statek został zbudowany w 1942 roku (wodowanie 14 kwietnia). Swoją nazwę otrzymał na cześć Stephena Hopkinsa, jednego z sygnatariuszy Deklaracji Niepodległości Stanów Zjednoczonych. 27 września 1942 na południowym Atlantyku podczas rejsu z Kapsztadu do Gujany Holenderskiej pod balastem, napotkał o 8.52 we mgle niemiecki krążownik pomocniczy „Stier” oraz towarzyszący mu statek zaopatrzeniowy „Tannenfels”. Załoga SS „Stephen Hopkins” odmówiła zatrzymania statku i na ostrzał krążownika odpowiedziała ogniem z jedynego zamontowanego na rufie działa kalibru 102 mm oraz pary sprzężonych działek przeciwlotniczych 37 mm i karabinów maszynowych (4 wkm 12,7 mm i 2 km 7,62 mm). „Stier”, korzystając z przewagi artylerii – 4 dział 150 mm w salwie burtowej – szybko zniszczył mostek, radiostację i maszynownię statku, unieruchamiając go i wywołując pożar. Jednakże artylerzyści „Hopkinsa”, pod dowództwem ppor. mar. Kennetha Willeta, byli stosunkowo dobrze wyćwiczeni i zdołali oddać około 35 strzałów, a po śmierci części obsługi, dowodzenie działem objął ochotniczo kadet akademii marynarki handlowej Edwin Joseph O'Hara, oddając dalsze 5 strzałów. Łącznie około 15 pocisków 102 mm oraz pociski z działek przeciwlotniczych, trafiły „Stiera”, uszkadzając mu maszynę sterową i silnik główny i wywołując pożar paliwa, przez co rajder również został unieruchomiony. Obie jednostki ostrzeliwały się z odległości ok. 1000 m do 9.18, kiedy Niemcy przerwali ogień, a „Hopkins” nie był w stanie się bronić. Z powodu pożaru zagrażającego wybuchem torped, „Stier” został zatopiony przez swoją załogę, która przeniosła się na statek zaopatrzeniowy. Podczas starcia zginęło 4 członków jego załogi, 33 zostało rannych. Kapitan zatopionego krążownika Horst Gerlach w sporządzonym po powrocie raporcie podał, że jego przeciwnik był równie silnie uzbrojony, jak krążownik pomocniczy.
Opuszczony przez załogę „Stephen Hopkins” zatonął około godz. 10. Z 58 osób na pokładzie (42 marynarzy, 15 artylerzystów i 1 pasażer), około połowa zginęła podczas ostrzału, a część już w morzu. Według dziennika „Tannenfelsa”, Niemcy podjęli poszukiwanie rozbitków, które jednak nie przyniosło rezultatów z powodu złej widoczności (mgła). 
Bitwę przeżyło 19 członków załogi SS „Stephen Hopkins”, lecz czterej zmarli później podczas dryfu szalupą ratunkową. 15 pozostałych przy życiu po miesiącu – 27 października dotarło do wybrzeży Brazylii. Zginęli m.in. kapitan statku Paul Buck, starszy oficer Richard Moczkowski, Kenneth Willet i Edwin O'Hara. 
W uznaniu bohaterskiej postawy kapitan statku Paul Buck, starszy oficer Richard Moczkowski, drugi oficer Joseph Earl Layman oraz kadet Edwin O'Hara zostali odznaczeni pośmiertnie Merchant Marine Distinguished Service Medal, odznaczenia te otrzymali również drugi oficer mechanik George S. Cronk (jedyny oficer, który przeżył) oraz steward i sanitariusz Ford Stilson. Dowódca obsługi działa Kenneth Willett otrzymał natomiast pośmiertnie najwyższe odznaczenie marynarki wojennej – Krzyż Marynarki Wojennej. Na cześć członków załogi oraz samego statku nazwano cztery statki typu Liberty: SS „Paul Buck”, SS „Edwin Joseph O'Hara”, SS „Richard Moczkowski” oraz SS „Stephen Hopkins II”, a także niszczyciel eskortowy USS „Kenneth M. Willett” (DE-354) oraz, w późniejszych czasach, zbiornikowiec floty USS „Paul Buck” (T-AOT 1122) z 1985. Imieniem kadeta O'Hary nazwano kompleks budynków Akademii Marynarki Handlowej Kings Point w Nowym Jorku.